# سوق الخضار (مسلسل)
سوق الخضار هو مسلسل مصري من إنتاج 2006 ويتألف من 34 حلقة. وهو من تأليف عبدالمنعم شطا وإخراج محمد النقلي.

## قصة المسلسل
يحكي المسلسل عن حياة الشريحة من المجتمع العاملة في سوق الخضار، والصراعات التي تدور داخل السوق، ثم يركز المسلسل على "صباح" وهي معلمة بدأت حياتها بائعة صغيرة عانت الفقر والجوع هي وأسرتها، إلا أنها كافحت حتى أصبحت واحدة من كبار تجار السوق.

## الممثلون
- فيفي عبده
- أحمد بدير
- رانيا فريد شوقي
- محمد أحمد ماهر